# Pidlisne, Berejanî
Pidlisne (în ucraineană Підлісне) este un sat în comuna Jukiv din raionul Berejanî, regiunea Ternopil, Ucraina.

## Demografie
Componența lingvistică a localității Pidlisne
     Ucraineană (100%)
Conform recensământului din 2001, toată populația localității Pidlisne era vorbitoare de ucraineană (100%).